# 1982年全仏オープン
1982年 全仏オープン（1982ねんぜんふつオープン、Internationaux de France de Roland-Garros 1982）は、フランス・パリにある「ローランギャロス・スタジアム」にて、1982年5月24日から6月6日にかけて開催された。

## 大会の流れ
- 男子シングルスは「128名」の選手による通常の7回戦制で行われた。
- 女子シングルスは「96名」の選手による7回戦制で行われ、シード選手16名を含む32名の上位選手は「1回戦不戦勝」（抽選表では“Bye”と表示）があった。したがって、女子のシード選手は2回戦からの登場になるため、初戦敗退の場合は「2回戦＝初戦」と表記する。

## シード選手

### 男子シングルス
1. ジミー・コナーズ　（ベスト8）
2. イワン・レンドル　（4回戦）
3. ギレルモ・ビラス　（準優勝）
4. ホセ・ルイス・クラーク　（ベスト4）
5. ビタス・ゲルレイティス　（ベスト8）
6. エリオット・テルチャー　（4回戦）
7. ピーター・マクナマラ　（ベスト8）
8. ヤニック・ノア　（ベスト8）
9. アンドレス・ゴメス　（4回戦）
10. バラージュ・タロツィ　（2回戦）
11. ブライアン・ゴットフリート　（2回戦）
12. （試合開始前に棄権）
13. （試合開始前に棄権）
14. ホセ・ヒゲラス　（ベスト4）
15. スティーブ・デントン　（1回戦）
16. チップ・フーパー　（4回戦）

### 女子シングルス
1. クリス・エバート・ロイド　（ベスト4）
2. マルチナ・ナブラチロワ　（初優勝）
3. トレーシー・オースチン　（ベスト8）
4. アンドレア・イエガー　（準優勝）
5. ハナ・マンドリコワ　（ベスト4）
6. シルビア・ハニカ　（2回戦＝初戦）
7. ミマ・ヤウソベッツ　（4回戦）
8. アン・スミス　（4回戦）
9. ベッティーナ・バンジ　（2回戦＝初戦）
10. ビリー・ジーン・キング　（3回戦）
11. バージニア・ルジッチ　（ベスト8）
12. アンドレア・リーンド　（4回戦）
13. （試合開始前に棄権）
14. マリー・ピアテク　（2回戦＝初戦）
15. キャシー・リナルディ　（4回戦）
16. パム・カサレ　（4回戦）

## 大会経過

### 男子シングルス
準々決勝
- ホセ・ヒゲラス vs.  ジミー・コナーズ　6-2, 6-2, 6-2
- ギレルモ・ビラス vs.  ヤニック・ノア　7-6, 6-3, 6-4
- ホセ・ルイス・クラーク vs.  ピーター・マクナマラ　6-2, 6-2, 6-2
- マッツ・ビランデル vs.  ビタス・ゲルレイティス　6-3, 6-3, 4-6, 6-4

準決勝
- ギレルモ・ビラス vs.  ホセ・ヒゲラス　6-1, 6-3, 7-6
- マッツ・ビランデル vs.  ホセ・ルイス・クラーク　7-5, 6-2, 1-6, 7-5

### 女子シングルス
準々決勝
- クリス・エバート・ロイド vs.  ルチア・ロマノフ　6-2, 6-4
- アンドレア・イエガー vs.  バージニア・ルジッチ　6-1, 6-0
- ハナ・マンドリコワ vs.  トレーシー・オースチン　7-6, 6-7, 6-2
- マルチナ・ナブラチロワ vs.  ジーナ・ガリソン　6-3, 6-2

準決勝
- アンドレア・イエガー vs.  クリス・エバート・ロイド　6-3, 6-1
- マルチナ・ナブラチロワ vs.  ハナ・マンドリコワ　6-0, 6-2

## 決勝戦の結果
- 男子シングルス： マッツ・ビランデル vs.  ギレルモ・ビラス　1-6, 7-6, 6-0, 6-4
- 女子シングルス： マルチナ・ナブラチロワ vs.  アンドレア・イエガー　7-6, 6-1
- 男子ダブルス： シャーウッド・スチュワート＆ ファーディ・テイガン vs.  ハンス・ギルデマイスター＆ ベルス・プラヨー　7-5, 6-3, 1-1 （途中棄権）
- 女子ダブルス： マルチナ・ナブラチロワ＆ アン・スミス vs.  ロージー・カザルス＆ ウェンディ・ターンブル　6-3, 6-4
- 混合ダブルス： ジョン・ロイド＆ ウェンディ・ターンブル vs.  カシオ・モッタ＆ クラウディア・モンテイロ　6-2, 7-6

## みどころ
- 男子シングルス優勝者のマッツ・ビランデルが、「17歳7ヶ月」で大会初出場から初優勝を達成した。17歳7ヶ月での優勝は、7年後の1989年にマイケル・チャンによって破られるまで、全仏オープンの男子最年少優勝記録であった。ギレルモ・ビラスとの決勝戦は、試合時間「4時間47分」を要するマラソン・マッチになった。